# Heartbreak Hotel
"Heartbreak Hotel" is een nummer van de Amerikaanse zanger Elvis Presley. Het nummer werd op 27 januari 1956 uitgebracht als single en zorgde voor de doorbraak van Presley.

## Achtergrond
Op 10 januari 1956 vond de eerste opnamesessie van Presley voor zijn nieuwe platenmaatschappij RCA Records plaats, onder leiding van producent Steve Sholes. Zij wilden het geluid nabootsen van de opnames die Presley voor Sun Records maakte. De begeleidingsband van Presley bestond uit basgitarist Bill Black, gitarist Scotty Moore, pianist Floyd Cramer en drummer D.J. Fontana. Op 10 en 11 januari 1956 nam de band vijf nummers op, waaronder het bluesachtige "Heartbreak Hotel", geschreven door Mae Boren Axton en gitarist Tommy Durden. Axton kwam in contact met Presley's manager Colonel Tom Parker als lokale pr-manager in Florida. Zij schreef het nummer omdat zij vond dat "Elvis nog geen nummer heeft dat een miljoen keer verkocht kan worden". Binnen 22 minuten schreef zij een blues in acht maten, geïnspireerd door de regel "I walk a lonely street" die zij in een krant las, over een zanger wiens vriendin hem heeft verlaten. Het Heartbreak Hotel wordt gebruikt als metafoor.

## Successen
Op 27 januari 1956 werd "Heartbreak Hotel" uitgebracht als single, met "I Was the One" als B-kant. Het was zijn eerste single voor RCA Records. Met optredens in de Stage Show in januari en februari 1956, waarin hij onder meer dit nummer opvoerde, verkreeg Presley landelijke bekendheid. Op 21 april 1956 bereikte de single de eerste plaats in de Amerikaanse Billboard Hot 100, waar het acht weken bleef staan. In de Hot Country Songs-lijst bleef het zeventien weken op nummer 1 staan. Het nummer werd uiteindelijk twee miljoen keer verkocht, waardoor het in de Verenigde Staten de meest succesvolle single van het jaar was. In het Verenigd Koninkrijk bereikte de single de tweede plaats.
In Nederland kwam "Heartbreak Hotel" in 1987 pas voor het eerst in de hitlijsten; de Top 40 werd niet gehaald, maar wel kwam het tot de negende plaats in de Tipparade. Daarnaast kwam het tot plaats 51 in de Nationale Hitparade Top 100. Op 13 augustus 2007 was het de eerste single die opnieuw werd uitgebracht als onderdeel van de boxset Elvis the King ter gelegenheid van de dertigste sterfdag van Presley en bereikte het in Nederland plaats 95 in de Single Top 100. Het tijdschrift Rolling Stone zette het nummer op plaats 45 in hun lijst The 500 Greatest Songs of All Time.

## Covers
"Heartbreak Hotel" is gecoverd door vele artiesten, waaronder:
- Alvin and the Chipmunks
- Ann-Margret
- Chet Atkins
- John Cale
- Johnny Cash
- Cher
- Neil Diamond
- Bob Dylan
- Connie Francis
- Guns N' Roses
- Merle Haggard
- Jimi Hendrix
- Billy Joel (in de film Honeymoon in Vegas in een medley met Presley's "All Shook Up")
- Tom Jones
- Lynyrd Skynyrd
- Nicole Kidman en Hugh Jackman (in de film Happy Feet in een medley met "Kiss" van Prince)
- Val Kilmer (in de film True Romance)
- Paul McCartney
- Roger McGuinn
- Roger Miller
- Scotty Moore
- Willie Nelson met Leon Russell (een nummer 1-hit in de Amerikaanse countrylijsten in 1979)
- The Quarrymen (live, later ook als The Beatles)
- Suzi Quatro
- Bruce Springsteen
- Justin Timberlake
- Van Halen

## Hitnoteringen

### Nationale Hitparade Top 100/Single Top 100
| Hitnotering week 1 t/m 6: 29-08-1987 t/m 03-10-1987 Hitnotering week 7: 18-08-2007 | Hitnotering week 1 t/m 6: 29-08-1987 t/m 03-10-1987 Hitnotering week 7: 18-08-2007 | Hitnotering week 1 t/m 6: 29-08-1987 t/m 03-10-1987 Hitnotering week 7: 18-08-2007 | Hitnotering week 1 t/m 6: 29-08-1987 t/m 03-10-1987 Hitnotering week 7: 18-08-2007 | Hitnotering week 1 t/m 6: 29-08-1987 t/m 03-10-1987 Hitnotering week 7: 18-08-2007 | Hitnotering week 1 t/m 6: 29-08-1987 t/m 03-10-1987 Hitnotering week 7: 18-08-2007 | Hitnotering week 1 t/m 6: 29-08-1987 t/m 03-10-1987 Hitnotering week 7: 18-08-2007 | Hitnotering week 1 t/m 6: 29-08-1987 t/m 03-10-1987 Hitnotering week 7: 18-08-2007 | Hitnotering week 1 t/m 6: 29-08-1987 t/m 03-10-1987 Hitnotering week 7: 18-08-2007 | Hitnotering week 1 t/m 6: 29-08-1987 t/m 03-10-1987 Hitnotering week 7: 18-08-2007 |
| Week                                                                               | 1                                                                                  | 2                                                                                  | 3                                                                                  | 4                                                                                  | 5                                                                                  | 6                                                                                  |                                                                                    | 7                                                                                  |                                                                                    |
| ---------------------------------------------------------------------------------- | ---------------------------------------------------------------------------------- | ---------------------------------------------------------------------------------- | ---------------------------------------------------------------------------------- | ---------------------------------------------------------------------------------- | ---------------------------------------------------------------------------------- | ---------------------------------------------------------------------------------- | ---------------------------------------------------------------------------------- | ---------------------------------------------------------------------------------- | ---------------------------------------------------------------------------------- |
| Positie                                                                            | 95                                                                                 | 65                                                                                 | 53                                                                                 | 51                                                                                 | 61                                                                                 | 81                                                                                 | uit                                                                                | 95                                                                                 | uit                                                                                |

### NPO Radio 2 Top 2000
| Nummer met noteringen in de NPO Radio 2 Top 2000 | '99 | '00 | '01  | '02  | '03  | '04 | '05 | '06 | '07  | '08 | '09  | '10  | '11  | '12  | '13  | '14  | '15  | '16  | '17  | '18  | '19  |
| ------------------------------------------------ | --- | --- | ---- | ---- | ---- | --- | --- | --- | ---- | --- | ---- | ---- | ---- | ---- | ---- | ---- | ---- | ---- | ---- | ---- | ---- |
| Heartbreak Hotel                                 | 558 | 699 | 1113 | 1191 | 1092 | 974 | 769 | 960 | 1237 | 995 | 1278 | 1351 | 1439 | 1233 | 1512 | 1806 | 1653 | 1998 | 1952 | 1762 | 1934 |

1. ↑  Een vetgedrukt getal geeft de hoogste notering aan.
2. ↑  Deze tabel is bijgewerkt tot en met de laatste editie (2024).